# Liste der Listen von Universitäten
Dies ist eine Liste der Universitäten, Colleges und anderer Hochschulen, die zum tertiären Bildungsbereich gehören. Die Institutionen sind nach Ländern geordnet.

## Afrika
- Liste von Afrika
  - Liste von Ägypten
  - Liste von Algerien
  - Liste von Angola
  - Liste von Dschibuti
  - Liste von Gabun
  - Liste von Gambia
  - Liste von Ghana
  - Liste von Guinea-Bissau
  - Liste von Kamerun
  - Liste von Kap Verde
  - Liste von Kenia
  - Liste von Lesotho
  - Liste von Liberia
  - Liste von Libyen
  - Liste von Mali
  - Liste von Marokko
  - Liste von Mauretanien
  - Liste von Mauritius
  - Liste von Mosambik
  - Liste von Namibia
  - Liste von Nigeria
  - Liste von Ruanda
  - Liste von Sambia
  - Liste von den Seychellen
  - Liste von Sierra Leone
  - Liste von Somalia
  - Liste von Südafrika
  - Liste von Südsudan

## Asien
- Liste von Afghanistan
- Liste von Armenien
- Liste von Aserbaidschan
- Liste von Bangladesch
- Liste von Georgien
- Liste von Iran
- Liste von Israel
- Liste von Indien
- Liste von Japan
- Liste von Kasachstan
- Liste von Kirgistan
- Liste von Nordkorea
- Liste von Südkorea
- Liste vom Libanon
- Liste von Malaysia
- Liste von Nordkorea
- Liste von Osttimor
- Liste der Philippinen
- Liste von Saudi-Arabien
- Liste von Singapur
- Liste von Südkorea
- Liste von Syrien
- Liste von Tadschikistan
- Liste von Thailand
- Liste von Usbekistan

## Europa
- Liste von Albanien
- Liste von Belarus
- Liste von Belgien
- Liste von Bosnien und Herzegowina
- Liste von Bulgarien
- Liste von Dänemark
- Liste von Deutschland
- Liste von England
- Liste von Estland
- Liste von Finnland
- Liste von Frankreich
- Liste von Griechenland
- Liste von Irland
- Liste von Island
- Liste von Italien
- Liste von Kroatien
- Liste von Lettland
- Hochschulen im Fürstentum Liechtenstein
- Liste von Litauen
- Liste von Luxemburg
- Universität Malta
- Liste von Moldau
- Liste der Niederlande
- Liste von Nordirland
- Liste von Nordmazedonien
- Liste von Norwegen
- Liste von Österreich
- Liste von Polen
- Liste von Portugal
- Liste von Rumänien
- Liste von Russland
- Liste von Schottland
- Liste von Schweden
- Liste der Schweiz
- Liste von Serbien
- Liste der Slowakei
- Liste von Slowenien
- Liste von Spanien
- Liste von Tschechien
- Liste der Türkei
- Liste der Ukraine
- Liste von Ungarn
- Liste von Wales
- Liste von Zypern

## Nordamerika
- Liste von Kanada
- Liste von Mexiko
- Listen US-amerikanischer Universitäten:
  - Liste der Universitäten in Alabama
  - Liste der Universitäten in Alaska
  - Liste der Universitäten in Arizona
  - Liste der Universitäten in Arkansas
  - Liste der Universitäten in Colorado
  - Liste der Universitäten in Connecticut
  - Liste der Universitäten in Delaware
  - Liste der Universitäten in Washington, D.C.
  - Liste der Universitäten in Florida
    - Liste der Universitäten und Hochschulen in Jacksonville (Florida)

  - Liste der Universitäten in Georgia
  - Liste der Universitäten in Hawaii
  - Liste der Universitäten in Idaho
  - Liste der Universitäten in Illinois
  - Liste der Universitäten in Indiana
  - Liste der Universitäten in Iowa
  - Liste der Universitäten in Kalifornien
  - Liste der Universitäten in Kansas
  - Liste der Universitäten in Kentucky
  - Liste der Universitäten in Louisiana
  - Liste der Universitäten in Maine
  - Liste der Universitäten in Maryland
  - Liste der Universitäten in Massachusetts
  - Liste der Universitäten in Michigan
  - Liste der Universitäten in Minnesota
  - Liste der Universitäten in Mississippi
  - Liste der Universitäten in Missouri
  - Liste der Universitäten in Montana
  - Liste der Universitäten in Nebraska
  - Liste der Universitäten in Nevada
  - Liste der Universitäten in New Hampshire
  - Liste der Universitäten in New Jersey
  - Liste der Universitäten in New Mexico
  - Liste der Universitäten in New York
  - Liste der Universitäten in North Carolina
  - Liste der Universitäten in North Dakota
  - Liste der Universitäten in Ohio
  - Liste der Universitäten in Oklahoma
  - Liste der Universitäten in Oregon
  - Liste der Universitäten in Pennsylvania
  - Liste der Universitäten in Rhode Island
  - Liste der Universitäten in South Carolina
  - Liste der Universitäten in South Dakota
  - Liste der Universitäten in Tennessee
  - Liste der Universitäten in Texas
  - Liste der Universitäten in Utah
  - Liste der Universitäten in Vermont
  - Liste der Universitäten in Virginia
  - Liste der Universitäten in Washington
  - Liste der Universitäten in West Virginia
  - Liste der Universitäten in Wisconsin
  - Liste der Universitäten in Wyoming

## Mittelamerika
- Liste der Bahamas
- Liste von Barbados
- Liste von Belize
- Liste von Costa Rica
- Liste der Dominikanischen Republik
- Liste von El Salvador
- Liste von Grenada
- Liste von Guatemala
- Liste von Haiti
- Liste von Honduras
- Liste von Jamaika
- Liste von Kuba
- Liste von Nicaragua
- Liste von Panama
- Liste von Puerto Rico
- Liste von Trinidad und Tobago

## Ozeanien
- Liste von Australien
- Liste von Neuseeland

## Südamerika
- Liste von Argentinien
- Liste von Bolivien
- Liste von Brasilien
- Liste von Chile
- Liste der Universitäten in Ecuador
- Liste der Universitäten in Kolumbien
- Liste von Paraguay
- Liste von Peru
- Liste von Uruguay